# Vito Acconci
Vito Acconci (New York, 1940. január 24. – Manhattan, 2017. április 27.) amerikai land art művész. Munkája New Yorkhoz köti. Sok installációt készített.

## Életpályája
Dennis Oppenheim mellett a második amerikai, aki a fájdalmat mint kreatív elemet használta Acconci volt, aki 1969-től fokozatosan hagyta el az írás és költészet világát a helyért, amelyben a test szerepe lett a döntő. Első munkái happeningek voltak, melyeknek története a verseiből származott.
Acconci akciói kezdetben a művész testét olyan helyként határozták meg, ahol a fizikai és alkotó beavatkozások párhuzamosak a festői szobrászi működéssel. De különböznek is ezektől abban, hogy a fájdalom különböző érzetei mint az égés, harapás, a bioritmusnak a fizikai erőfeszítésre adott válaszai a kívülálló számára ösztönösen átélhetők, összehasonlíthatók éppúgy mint a test fizikai és pszichikai fáradtsággal szembeni ellenállása. Ebben az időszakban alakult ki a tulajdonképpeni „test-nyelve". 
Acconci leginkább a test fizikai mivolta iránt érdeklődött. Gondolati kiindulópontja volt, hogy a testtel végzett cselekmények az egyént a bekövetkező feszültségek hatására fizikailag és lelkileg is (át)változtatják. Az akció a kimerültség utolsó fázisában, a valóságos fizikai és lelki halál közeledtével fejeződik többnyire be. 
A halál – ha bekövetkezne – egy olyan végső változás volna, amely brutálisan megszakítaná a folyamatos és nagy végletek között lejátszódó változást, a fizikai ellenállást és a művésznek önmaga legyőzésére, valamint a legyőzés megakadályozása érdekében egyszerre érvényesített szándékát. Ami kiválóan kommunikálható.

## Alkotásai
- Following Piece(Követés): Egyfajta utcai mű ez. Ahelyett, hogy írt volna egy verset a követésről inkább egy utcai happeninget rendezett. Alkalomszerűen kiválasztott járókelőket, akiket elkezdett követni. A fő elem itt az izgalom. Ezen akcióját nem dokumentálta.
- Áttekintés: (1969)
- Rubbing Piece(Radírgumi):
- Trademarks (Védjegyek): A test határait vizsgálja. Ahol el tudta érni a saját testét ott beleharapott. Célja: „Megmutatni önmagam önmagam számára.” Így jelölte külső és belső határát, egy önreflektív, zárt rendszerben.
- Kéz és száj: (1970)